# Westerhausen (Melle)
Westerhausen ist ein Ortsteil der Stadt Melle im Landkreis Osnabrück in Niedersachsen. Der Ort bildete bis 1972 eine Gemeinde im damaligen Landkreis Melle und gehört heute zum Meller Stadtteil Oldendorf.

## Geographie
Die ehemalige Bauerschaft Westerhausen liegt im Westen von Melle südwestlich des Westerhauser Bergs. Im Westen grenzt Westerhausen an den Bissendorfer Ortsteil Ellerbeck. Der historische Dorfkern liegt am Fuße des Westerhauser Bergs, den heutigen Siedlungsschwerpunkt bildet aber die im 20. Jahrhundert entstandene Siedlung zwischen der Osnabrücker Straße und der Eisenbahntrasse.

## Geschichte
Die Bauerschaft Westerhausen gehörte bis zu den Napoleonischen Kriegen zum Amt Grönenberg des Hochstifts Osnabrück. Von 1807 bis 1810 gehörte Westerhausen zum Kanton Buer des napoleonischen Satellitenstaats Königreich Westphalen. Von 1811 bis 1813 gehörte der Ort unmittelbar zu Frankreich und dort zur Mairie Oldendorf im Arrondissement Osnabrück des Departements der Oberen Ems. 1814 kam Westerhausen zum Königreich Hannover und gehörte dort wieder zum Amt Grönenberg. 1867 fiel Westerhausen mit dem gesamten Königreich Hannover an Preußen und seit 1885 gehörte die Gemeinde zum Landkreis Melle. Innerhalb des Landkreises Melle gehörte die Gemeinde zur Samtgemeinde Oldendorf. Am 1. Juli 1972 wurde Westerhausen im Rahmen der Gebietsreform in Niedersachsen Teil der Stadt Melle.

## Einwohnerentwicklung

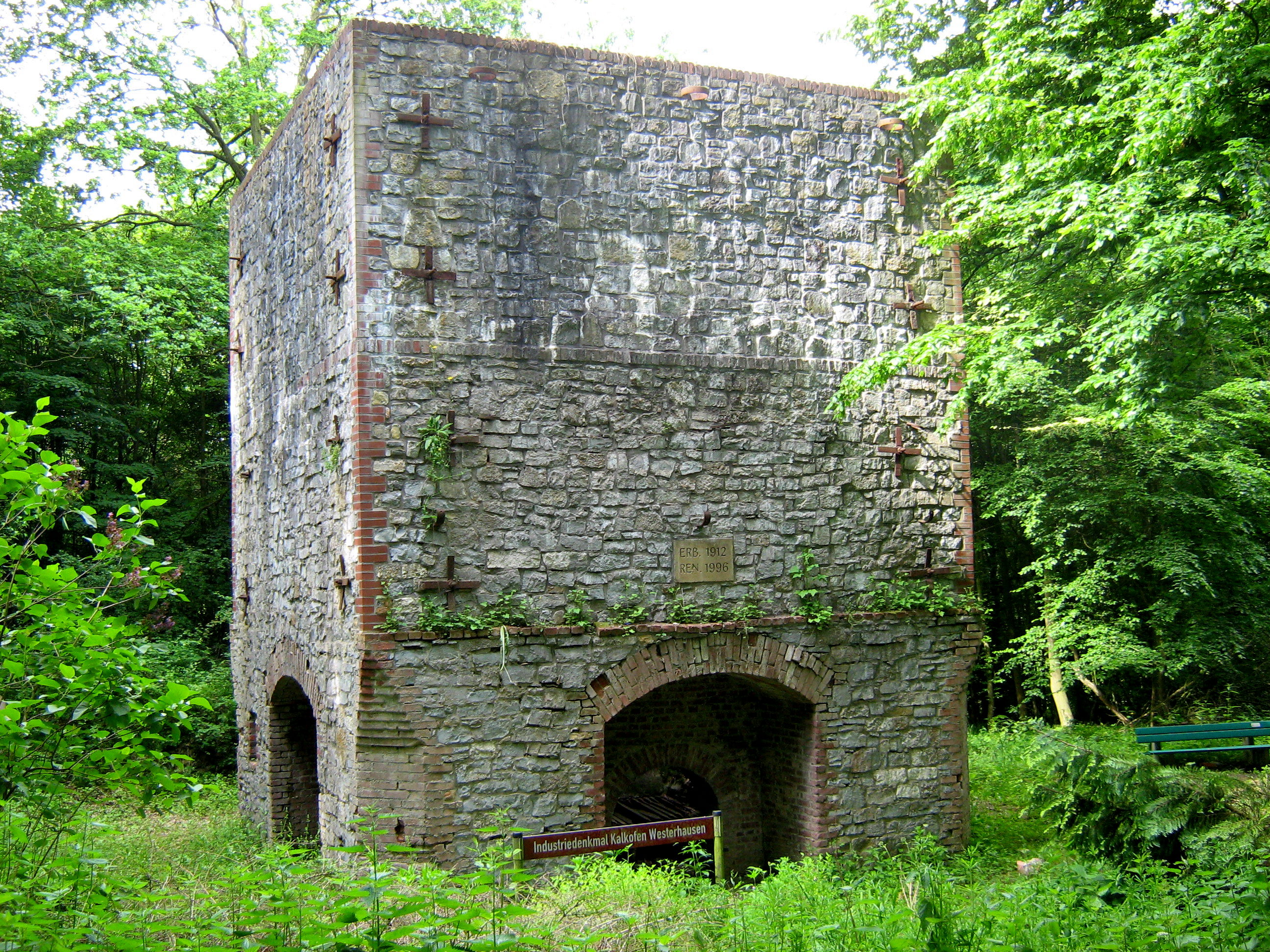
Kalkofen Westerhausen

| Jahr | Einwohner | Quelle |
| ---- | --------- | ------ |
| 1871 | 366       | [ 2 ]  |
| 1910 | 510       | [ 3 ]  |
| 1939 | 515       | [ 4 ]  |
| 1950 | 826       | [ 5 ]  |
| 1961 | 857       | [ 5 ]  |
| 1970 | 987       | [ 5 ]  |

## Baudenkmale
In Westerhausen sind die Wassermühle des Hofs Möhring am Hellortsweg, der Hof Lübker am Lohhakenweg sowie der Kalkofen Westerhausen denkmalgeschützt.

## Schulen
Westerhausen besitzt eine Grundschule, die am Ochsenweg liegt.

## Vereine
Vereine im Ortsteil sind der Heimatverein Westerhausen-Föckinghausen und der TSV Westerhausen-Föckinghausen.

## Wirtschaft
In Westerhausen gibt es mit dem Büromöbelhersteller Assmann und dem Kunststoffhersteller Westland Gummiwerke zwei größere Industriebetriebe.

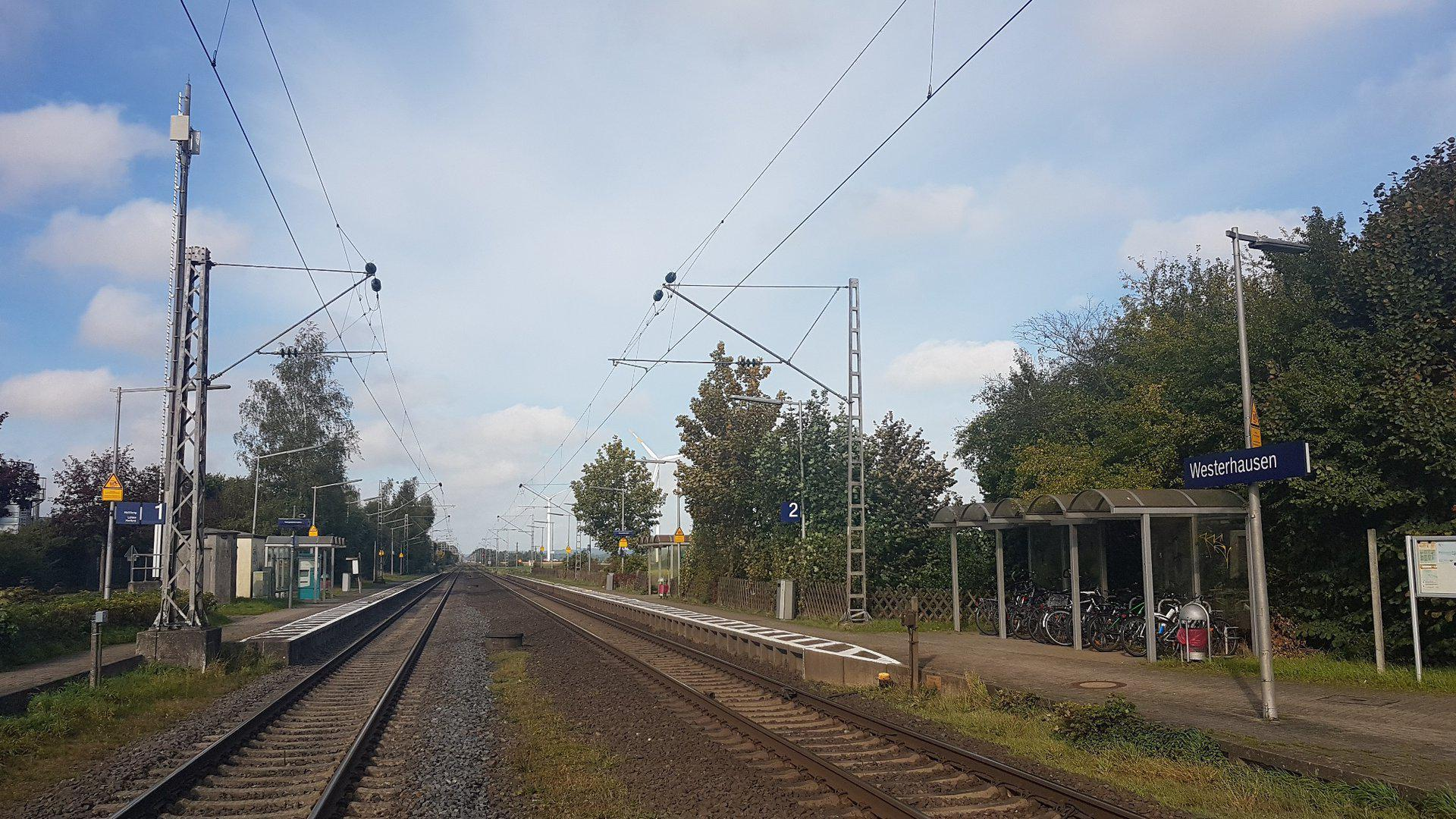
Haltepunkt Westerhausen

## Verkehr
Im Ortsteil liegt der Haltepunkt Westerhausen der Bahnstrecke Löhne–Osnabrück–Rheine.